# Henryk Magnuski
Henryk Władysław Magnuski (ur. 30 stycznia 1909 w Warszawie, zm. 4 maja 1978 w Glenview) – polski inżynier, konstruktor, projektant i wynalazca pracujący w Stanach Zjednoczonych, pracownik amerykańskiego koncernu telekomunikacyjnego Motorola, twórca jednego z pierwszych walkie-talkie.

## Życiorys
Urodził się w Warszawie. W 1926 zdał maturę w gimnazjum im. Stanisława Staszica w Warszawie, w 1934 ukończył studia na Politechnice Warszawskiej i rozpoczął pracę w Państwowych Zakładach Tele i Radiotechnicznych. W 1935 zgłosił, a w 1936 uzyskał patent na Urządzenie do szybkiego nawiązywania łączności radiotelegraficznej lub radiotelefonicznej. W czerwcu 1939 został wysłany na szkolenie do Nowego Jorku. Wybuch II wojny światowej uniemożliwił mu powrót do kraju.
W 1940 rozpoczął pracę w Motoroli (do 1947 firma nazywała się Galvin Manufacturing Corporation). Opracował m.in. projekt radia Walkie-Talkie Motoroli SCR-300, powszechnie używanego przez najniższe szczeble dowodzenia amerykańskich sił zbrojnych w Europie, a także na Pacyfiku. Ciężar tej lampowej, mieszczącej się w plecaku radiostacji wynosił 17 kg. Urządzenie mające zasięg blisko 15 km, umożliwiało komunikację piechoty, artylerii oraz broni pancernych. Stabilność częstotliwości SCR-300 była duża, przy czym istniała możliwość dostrajania radiostacji do różnych częstotliwości. Przez blisko dwa lata – od 1943 roku do końca wojny – firma Motorola wyprodukowała 43 tys. urządzeń.
Był autorem wielu publikacji w języku angielskim dotyczących techniki telekomunikacyjnej, autor 30 patentów USA z tej dziedziny. Wniósł duży wkład w dziedzinę łączności wojskowej, techniki radiowej i telekomunikacji. Był członkiem IEEE.
Zmarł na raka w swoim domu w Glenview w stanie Illinois.
6.10.2006 r. włączony do Illinois Engineering Hall of Fame.

## Publikacje
- Cavity Resonators in Mobile Communications. Communications, August, 1949
- Application of Microwave Relay to Commercial Communication Systems. 1949 Southwestern I.R.E. Conference – Dallas, Texas
- Private Line Microwave Systems. IRE Professional Group on Vehicular Communications National Meeting – Detroit, Michigan, November 3rd, 1950
- Adjacent Channel Rejection Receiver. Electronics Magazine, January, 1951
- The Microwave Relay Communication System – General Technical Philosophy & Specific Engineering Solution. Fourth Southwestern IRE Conference – Houston Texas, May 17, 1952
- Passive Repeater Bends Microwave Beam. Electronics Magazine, February, 1953 (współaut. Theodore F. Koch)
- Packaged Microwave Relay Systems. Radio Electronic Engineering, March, 1953 (współaut. Harold A. Jones)
- The Microwave Relay and its Relationship to VHF Vehicular Communication. I.R.E. Convention – Washington, D.C., June 23, 1953
- Modulation Sideband Splatter of VHF and UHF Transmitters. Proceedings of the National Electronic Conference, Vol 10 February, 1955 (współaut. William L. Firestone, Angus MacDonald)
- An Explanation of Fading in Microwave Relay Systems. IRE National Convention, March 21, 1955
- An Explanation of Microwave Fading and Its Correction by Frequency Diversity. Winter General Meeting of the AIEE, January 30, 1956
- Comparison of SSB and FM for VHF Mobile Service. Proceedings of the I.R.E, Vol. 44 No. 12, December, 1956
- Comparison of SSB and FM for VHF Mobile Service. IRE Transactions on Vehicular Communications, PGVC-9, June, 1957
- Single Sideband for Mobile Applications. AIEE Fall General Meeting – Chicago, Illinois, October 11, 1957 (współaut. William L. Firestone, Roy A. Richardson)
- Synchronous SSB for Communications. Electronic Industries, April, 1958 (współaut. William L. Firestone, A. A. MacDonald, R. A. Richardson)
- Report on Single Sideband Communications. New York Section of AIEE, April 30, 1958 (współaut. William L. Firestone)
- SSB for Spectrum Conservation. Globe Com II – St. Petersburg, Florida, December 3, 1958 (współaut. William L. Firestone)
- Single Sideband for Communications. CMEC Communications Symposium, June 11, 1959
- Jamming of Communications Systems Using FM, AM and SSB Modulation. IRE Transactions on Military Electronics, MIL-5 No. 1 8-11, January, 1961
- Wideband Channel for Emergency Communications. IRE Transactions on Vehicular Communications, Vol. VC-10 No. 2, August, 1961
- Analysis of Random Access Discrete Address System. IRE Eighth National Communications Symposium, October, 1962 (współaut. Willis DeHart)
- RADA and Satellite Communications. 1962 National Symposium on Space Electronics and Telemetry – Miami Beach, October 2, 1962
- RADAS – A New Concept in Communications Systems. Motorola Engineering Bulletin, Vol. 11, Issues 1 and 2, 1963
- Anti-Jamming Characteristics of RADAS. IRE Winter Convention on Military Electronics – Los Angeles, February, 1963
- RADAS and Satellite Communication. National Symposium on Space Electronics and Telemetry, October 2, 1962
- Microwave Fading and its Correction by Diversity Reception. Wire and Radio Communications, November, 1964
- Delta-Multiplex for Long Tropo Scatter Links. IEEE International Convention, 1965 (współaut. W. Braun, L. Engelbrecht, F. R. Steel)
- Deltaplex – A Novel Solution to Troposcatter Communications Problems. Fourth Canadian Symposium on Communications, October 14, 1966
- Digital Techniques Promise New Applications for Tropo. Signal Magazine, 1967 (współaut. L. Engelbrecht, W. E. Yost, Jr.)
- Upgrading the Tropo Span. Motorola Engineering Bulletin. April 4, 1967
- The Principles of Vehicular Communication Systems Design. IEEE First Symposium on Vehicular Communications Systems, May 25, 1967
- Chapter 18 – Address Communication Systems. Communication System Engineering Handbook – Donald. H. Hamsher, Ed., June, 1967, McGraw-Hill, NY. ISBN 0-07-025960-7.
- A Novel Solution to Troposcatter Communication Problems. Telecommunications, January, 1968